# Mmathubudukwane
Mmathubudukwane è un villaggio del Botswana situato nel distretto di Kgatleng, sottodistretto di Kgatleng. Il villaggio, secondo il censimento del 2011, conta 2.203 abitanti.

## Località
Nel territorio del villaggio sono presenti le seguenti 5 località:
- Lekoba di 10 abitanti,
- Lenkwane di 4 abitanti,
- Rantlape di 8 abitanti,
- Rantsipe di 31 abitanti,
- Segwati di 13 abitanti